# 雁峰寺

雁峰寺，始建于南北朝时期，是一座佛教寺庙。为中国湖南省衡阳市市民春节时期进香祈福的热门地点。
雁峰寺内有无量寿佛殿，寿佛相传为俗家姓周，法号宗慧的唐朝僧人，生于公元728年，卒于867年。曾留袈裟一件于雁峰寺，圆祭后常显灵于湘南，明清之际又转世为高僧，驻雁峰寺传经布道。

## 建筑
雁峰寺经历2013年-2015年的修缮工程后，寺庙空间高度有16.8米。
雁峰寺的大门效仿西安大雁塔格调制成，寺内有观音殿和寿佛殿、藏经殿、讲经殿及会议室等殿室，外有众僧居住的寮房及斋堂等。寺庙四周有新建的160米长回廊。

## 历次修缮
抗日战争时期，雁峰寺被日军焚毁，仅存前殿。1949年后，衡阳政府多次整修雁峰寺。
2013年，因为雁峰寺长年遭受香火熏燎，墙面受损，雁峰寺于11月起进行2年左右的修缮工程。

## 雁峰寺的人文

### 宗教
雁峰寺传承法系主要是临济宗，开山祖师为宏宣法师，著名方丈有绍康和尚。